# Radujevac
Radujevac (Servisch cyrillisch Радујевац) is een plaats in de Servische gemeente Negotin. De plaats telt 1540 inwoners (2002).